# Králiky
Králiky es un municipio situado en el distrito de Banská Bystrica, en la región de Banská Bystrica, Eslovaquia. Tiene una población estimada, en julio de 2024, de 719 habitantes.

## Demografía
| Año        | 1994 | 2004     | 2014     | 2024     |
| ---------- | ---- | -------- | -------- | -------- |
| Población  | 459  | 542      | 638      | 712      |
| Diferencia |      | +18,08 % | +17,71 % | +11,59 % |

| Año        | 2023 | 2024    |
| ---------- | ---- | ------- |
| Población  | 715  | 712     |
| Diferencia |      | −0,41 % |